# Quận Archuleta, Colorado
Quận Archuleta là một quận thuộc tiểu bang Colorado, Hoa Kỳ.
Quận này được đặt tên theo. Theo điều tra dân số của Cục điều tra dân số Hoa Kỳ năm 2000, quận có dân số 12.386 người . Quận lỵ đóng ở Town of Pagosa Springs.

## Địa lý
Theo Cục điều tra dân số Hoa Kỳ, quận có diện tích 3511 km2, trong đó có 14 km2 là diện tích mặt nước.

## Quận giáp ranh
- Quận Mineral, Colorado - bắc
- Quận Rio Grande, Colorado - đông bắc
- Quận Conejos, Colorado - đông
- Quận Rio Arriba, New Mexico - nam
- Quận San Juan, New Mexico - tây nam
- Quận La Plata, Colorado - tây
- Quận Hinsdale, Colorado - tây bắc